# تشارلز صموئيل
تشارلز صموئيل هو نحات بلجيكي، ولد في 29 ديسمبر 1862 في بروكسل في بلجيكا، وتوفي في 3 فبراير 1938 في كان في فرنسا.

## وصلات خارجية
- تشارلز صموئيل على موقع أوليمبيديا (الإنجليزية)